# Transfobia nos Estados Unidos

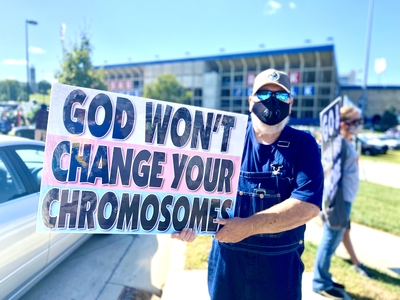
Membro da Igreja Batista de Westboro em protesto contra pessoas transgênero, em outubro de 2020.

A transfobia nos Estados Unidos evoluiu ao longo das décadas, com momentos de progresso e retrocesso. A aceitação e a compreensão de pessoas transgênero variaram conforme as questões em debate na sociedade. 
Durante a segunda administração de Donald Trump, as proteções federais para americanos transgênero [en] foram significativamente reduzidas. Ordens executivas do presidente Donald Trump revogaram direitos previamente assegurados, algumas até negando a existência legal de pessoas transgênero. 
Governos estaduais, municipais e outras instituições nos Estados Unidos promulgaram leis antitransgênero. Questões sociais no país refletem a presença de transfobia, que resulta em aumento de violência e intimidação contra pessoas transgênero. Pessoas cisgênero também podem ser afetadas por esse preconceito. Nos últimos anos, houve um crescimento nos crimes de ódio e na violência contra pessoas transgênero e não conformes com normas de gênero.

## Perspectivas americanas sobre pessoas transgênero
As normas de binariedade de gênero nos Estados Unidos são rígidas, o que frequentemente leva pessoas não conformes com gênero a enfrentarem discriminação, constrangimento ou formas de controle de gênero no dia a dia. Uma pesquisa de 2023 mostrou que uma leve maioria dos americanos é contrária a legislações antitransgênero. Embora a maioria apoiasse a participação de pessoas transgênero abertamente nas forças armadas [en], esse apoio caiu de 71% em 2019 para 66% em 2021. Uma pesquisa VoteCast de 2024 da AP, com mais de 120.000 eleitores, revelou que mais da metade acredita que o apoio aos direitos transgênero no governo e na sociedade "foi longe demais".
Uma pesquisa da Gallup de 2021 indicou que 62% dos americanos acreditam que pessoas transgênero só deveriam competir em esportes em equipes correspondentes ao gênero atribuído ao nascer. Diversas ligas esportivas profissionais nos Estados Unidos permitem a participação de atletas transgênero, com diretrizes e níveis de inclusão variados. A Conferência Atlética Interescolar de Connecticut autoriza estudantes transgênero a competirem conforme suas identidades de gênero. A FIDE proibiu mulheres trans de participarem de eventos de xadrez femininos, declarando que elas "não têm direito de participar". A FINA praticamente excluiu mulheres transgênero de competições de natação profissional feminina, exceto aquelas que "comprovem à satisfação da FINA que não passaram por qualquer fase da puberdade masculina após o Estágio Tanner 2 ou antes dos 12 anos, o que for posterior".
Nativos americanos frequentemente utilizam termos próprios para descrever identidades de gênero não binárias, refletindo seus valores culturais. O termo Dois-Espíritos é comum em algumas culturas, enquanto os Navajo usam nádleehé [en]. Povos como Ojibwe, Potawatomi e Zuni Pueblo também possuem terminologias específicas para indivíduos que transcendem o binário de gênero.

### Proteções governamentais
Historicamente, indivíduos e comunidades transgênero nos Estados Unidos enfrentaram marginalização e contaram com poucas proteções legais. Tentativas de assegurar proteção legal a pessoas LGBT no ambiente de trabalho, como a proposta do  Lei de Não Discriminação no Emprego (ENDA) em 1994, não obtiveram sucesso. Contudo, decisões judiciais individuais, como no caso Price Waterhouse v. Hopkins, proibiram a discriminação de funcionários com base na "percepção de que não se adequam às características socialmente construídas de homens ou mulheres".
Em 2010, o Departamento de Estado americano revisou sua política sobre marcadores de gênero em cartões da Seguridade Social [en] e passaportes americanos. Essa mudança, ainda em vigor em 2018, permitiu que indivíduos apresentassem informações de seus médicos para atualizar o gênero nesses documentos. Atualizações de gênero em documentos estaduais e carteiras de motorista variam conforme o estado.
Em 2020, a Suprema Corte dos Estados Unidos determinou que, sob o Título VII da Lei dos Direitos Civis de 1964, empregados transgênero estão protegidos contra discriminação no ambiente de trabalho. A administração Biden implementou algumas proteções para pessoas transgênero. Em julho de 2022, o Departamento de Saúde e Serviços Humanos propôs a restauração de políticas de não discriminação para proteger pessoas transgênero. Em abril de 2023, o governador Phil Murphy estabeleceu Nova Jérsei como um "refúgio seguro para cuidados de saúde afirmativos de gênero".
Estados com populações mais conservadoras tendem a ter "visões mais restritivas sobre questões de direitos civis", o que também influencia suas atitudes em relação a pessoas transgênero.
A segunda administração Trump revogou a maioria das proteções que pessoas transgênero tinham nos Estados Unidos. O governo federal não reconhece oficialmente a existência de pessoas transgênero. O governo proibiu o uso de fundos federais para cuidados de afirmação de gênero para jovens de até 19 anos. A administração está trabalhando para proibir pessoas transgênero nas forças armadas e no serviço público civil.

### Atitudes antitrans
A opinião pública nos Estados Unidos sobre pessoas transgênero muitas vezes se assemelha às atitudes em relação a indivíduos LGBTQ, com a diferença de que "as atitudes em relação a pessoas transgênero são significativamente mais negativas". Dados publicados em 2024 mostraram que 80% dos americanos apoiam que pessoas LGB vivam como desejam, mas apenas 67% apoiam o mesmo para pessoas transgênero. Algumas atitudes antitrans baseiam-se na ideia de que o gênero é "natural e, por extensão, pessoas transgênero são não naturais". Para alguns americanos, acreditar que pessoas transgênero são não naturais as torna automaticamente perigosas em suas percepções. Outros argumentam que suas convicções religiosas os impedem de usar a identidade de gênero em vez do sexo biológico, embora a Bíblia não mencione pessoas trans.
Alguns ativistas antitrans associam mulheres trans a comportamentos sexuais predatórios. Essa ideia tem raízes em certas formas de feminismo de segunda onda, cujos defensores descrevem mulheres trans como "estupradores e violadores de limites tentando invadir espaços femininos", enquanto homens trans são vistos como "símbolos". Pesquisas refutam essa visão; um estudo sobre os efeitos das leis antidiscriminação de Massachusetts para banheiros não encontrou evidências de que mulheres cisgênero fossem colocadas em risco. Além disso, há evidências de que o risco de agressão a crianças transgênero diminui quando elas têm acesso a banheiros e vestiários correspondentes à sua identidade de gênero. Alguns ativistas antitrans acreditam que a "ideologia LGBT" desestabilizará o governo dos Estados Unidos e que pessoas LGBT representam uma ameaça à segurança. Alguns grupos e indivíduos também argumentaram que soldados transgênero ameaçam a prontidão militar, embora não haja evidências que sustentem essa afirmação.
Alguns americanos socialmente conservadores também confundem pessoas que se vestem de drag com apresentações transgênero. Christopher Rufo [en] incentivou conservadores a chamarem drag queens de "strippers trans", o que, segundo Nathan J. Robinson [en], é uma descrição imprecisa de apresentações de drag. A republicana de Michigan, Tudor Dixon [en], classificou drag queens como "artistas sexualizados". Isso contradiz a história das apresentações de drag, que não são inerentemente sexuais.
Alguns opositores dos direitos transgênero argumentam que "pais irresponsáveis" e jovens estão tomando decisões precipitadas sobre suas identidades trans, influenciados por uma suposta contágio social [en]. Ativistas conservadores questionam a necessidade de discutir identidades de gênero ou sexuais com crianças. Um artigo de 2018 publicado por Lisa Littman no PLOS One apresentou a hipótese de disforia de gênero de início rápido [en] (ROGD). Apesar de estudos posteriores não terem apoiado suas ideias, o artigo foi usado para justificar legislações e políticas antitransgênero em Flórida e outros estados americanos. A ideia de contágio social sugere que ser transgênero é uma "doença" transmissível entre indivíduos vulneráveis. Isso também implica que ser transgênero é um problema médico a ser erradicado, em vez de uma diferença na identidade de gênero.
Ativistas contrários aos cuidados de afirmação de gênero alegam que médicos e pais submetem crianças a "tratamentos médicos irreversíveis" sem salvaguardas adequadas. Alguns estados propuseram leis que proíbem cuidados de afirmação de gênero, classificando o tratamento médico para jovens transgênero como "abuso infantil". Contas em redes sociais, como Libs of TikTok [en], contribuíram para espalhar um pânico moral sobre cuidados de afirmação de gênero. Muitos grupos e indivíduos, apesar da falta de evidências para suas crenças, alimentaram uma guerra cultural em torno das pessoas transgênero. Argumentos contra cuidados de afirmação de gênero ignoram que eles possuem uma longa história de uso médico.
O colonialismo também impactou as identidades transgênero. A organização hispânica LGBTQ+, QLatinx, descreve como "racismo, sexismo, heterossexismo, xenofobia e transfobia compartilham uma raiz comum de opressão que sustenta a supremacia branca e o heteropatriarcado".  As estruturas de racismo, homofobia e transfobia compartilham a característica de incitar violência contra pessoas percebidas como parte dessas categorias. Crenças antitrans também afetam negativamente algumas culturas de nativos americanos que possuem indivíduos dois-espíritos ou transgênero indígenas. María Cristina Moroles, em sua jornada como pessoa dois-espíritos, descobriu que muitas comunidades indígenas rejeitaram sua identidade.
Algumas ideias transfóbicas também são internalizadas por pessoas transgênero. Isso é chamado de transfobia internalizada e pode se manifestar como vergonha, isolamento e "uma internalização prejudicial das expectativas de gênero cisnormativas".
De modo geral, as vidas de pessoas transgênero são frequentemente vistas como menos importantes do que as de pessoas cisgênero, e a violência e a discriminação contra elas podem ser normalizadas por americanos transfóbicos.

## História inicial
Quando os colonizadores europeus colonizaram a América do Norte, encontraram povos indígenas com concepções distintas sobre gênero e identidade de gênero. Os europeus empregaram diversas táticas para impor seus próprios papéis e ideias de gênero aos povos nativos. Os colonizadores franceses chamavam muitos indígenas de terceiro gênero de "berdaches".
Os encontros com colonizadores espanhóis resultaram em um genocídio massivo de muitos dos povos indígenas da Califórnia [en], incluindo "pessoas de terceiro gênero, que não foram perdidas por danos colaterais "passivos" da colonização, como doenças ou fome, mas por meio de extermínio ativo, consciente e violento". Ao descobrirem outros gêneros entre os povos indígenas, os colonos trabalharam para erradicar essas práticas "por meio das ações disciplinares duplas de punição física e espiritual e redesignação de gênero".
À medida que os papéis de pessoas não binárias indígenas desapareciam em suas culturas, esses indivíduos "se viam rejeitados por suas famílias e comunidades".
Os próprios colonos frequentemente não se encaixavam em papéis de gênero binários. Muitas pessoas não conformes com gênero lutaram na Guerra de Independência Americana e na Guerra Civil Americana, alistando-se e continuando a viver no papel de gênero que escolheram após os conflitos. Já no século XVIII, ideias antitransgênero começavam a ser disseminadas na cultura colonial americana. Mulheres transgênero no século XVIII enfrentavam violência e "até mesmo pena de morte". No final do século XIX, a noção de que gênero e sexualidade formam um espectro começou a se difundir.

## Século XX
Antes da publicação de Transvestism por Magnus Hirschfeld em 1910, a maioria dos indivíduos que hoje seriam considerados transgênero era chamada de "invertidos", termo que também abrangia homossexuais. O termo transexual foi descrito pelo médico David Oliver Cauldwell na literatura médica americana em 1949. Antes dessas terminologias médicas, pessoas transgênero criavam suas próprias categorias, como "homens-mulheres" e "mulheres-homens". Em 1900, uma mulher transgênero, então conhecida como "homem-mulher", foi assassinada, e seu corpo foi salgado e colocado em um baú por seu pai. Sua história foi uma entre muitas contas de violência enfrentadas por essas pessoas no início do século XX.
Após 1953, a amplamente divulgada "operação de mudança de sexo" de Christine Jorgensen levou a representações dela na literatura médica e na mídia popular como uma pessoa "doente e anormal" que foi "resgatada" pela medicina moderna.
Na década de 1960, pessoas transgênero não eram bem-vindas em bares gays em São Francisco. Em meados dos anos 1960, a Universidade Johns Hopkins criou a primeira "clínica oficial de identidade de gênero" nos EUA. A clínica foi descrita pela mídia e por comunicados à imprensa como um projeto para ajudar "indivíduos infelizes, presos no corpo errado" e "reabilitar" pessoas transexuais "desviantes".
Na década de 1970, o termo "transexual" era frequentemente usado para descrever pessoas transgênero. Nos Estados Unidos, profissionais tinham uma desconfiança generalizada em relação a seus pacientes transgênero. Médicos e psicólogos que trabalhavam com a comunidade trans expressavam sentimentos negativos, chamando-os de manipuladores e "possivelmente incapazes de amar".
Na década de 1970, mulheres transgênero eram frequentemente rejeitadas em espaços lésbicos, sendo acusadas de serem mulheres falsas e "infiltrados masculinos". Beth Elliott [en] sofreu discriminação por parte das Daughters of Bilitis, que inicialmente permitiram sua filiação em 1971, mas cederam à pressão para expulsá-la. foi uma das principais detratoras de Elliott, acusando-a de ser um homem que "explorava mulheres", com a "mentalidade de um estuprador". Esse ataque de alto perfil desencadeou outros ataques contra mulheres transgênero que tentavam acessar diferentes tipos de espaços femininos. Mais tarde, Sandy Stone, que trabalhava na Olivia Records [en], foi alvo de uma campanha de cartas de ódio para que fosse demitida da gravadora. Acadêmicos também enviaram cartas de ódio a Stone durante esse período.
Em 1973, lésbicas e gays mais conservadores em São Francisco criaram sua própria parada do orgulho, que "proibia pessoas transgênero e indivíduos em drag". No mesmo ano, em Nova Iorque, Jean O'Leary [en] quase provocou um tumulto ao ler uma declaração denunciando drag queens. Em resposta ao evento em Nova Iorque, o movimento LGBT nos Estados Unidos [en] intensificou a marginalização de pessoas transgênero.
Em 1979, Janice Raymond publicou The Transsexual Empire [en], que, segundo a revista Progressive, é "frequentemente citada como a base do feminismo antitrans". Raymond acreditava que as pessoas escolhiam se tornar transgênero para escapar dos papéis sexuais atribuídos ao nascer. O livro de Raymond impactou não apenas pessoas envolvidas em espaços femininos, mas também profissionais médicos. O diretor da clínica de identidade de gênero da Johns Hopkins fechou o programa após ele e sua secretária publicarem um estudo tendencioso sobre pessoas transgênero em 1979. Posteriormente, descobriu-se que indivíduos da organização pressionaram pelo fechamento do programa por motivos pessoais.
Na década de 1980, pessoas transgênero, ainda mais conhecidas como transexuais, eram "tratadas como doentes, pervertidas, anormais" na sociedade americana. Essa percepção continuou na década de 1990, quando indivíduos que não aderiam a papéis de gênero "normais" careciam de um "espaço social seguro". Thomas Szasz descreve a transexualidade nos anos 1980, em seu livro Sex by Prescription, como uma forma de castração. Szasz também considerava que o diagnóstico de transexualidade era excessivamente medicalizado e que era mais importante examinar a natureza da condição em si. Apesar das críticas de Szasz e outros, a ideia de transexualidade como um transtorno médico ajudou a profissão médica a aceitá-la mais facilmente.
O Michigan Womyn's Music Festival [en] não permitia mulheres transgênero em seus eventos e expulsou uma mulher transexual em 1991. Mulheres transexuais também foram proibidas na National Lesbian Conference de 1991. Pessoas transgênero também foram excluídas silenciosamente da Marcha sobre Washington por Direitos Iguais e Libertação de Lésbicas, Gays e Bissexuais em 1993.
Em 1993, Brandon Teena foi estuprado e posteriormente assassinado após sua identidade transgênero ser revelada. Dois homens que Teena considerava amigos foram os agressores. A cobertura da mídia sobre o assassinato de Teena também foi transfóbica, frequentemente usando pronomes incorretos para se referir a ele.
Tyra Hunter foi ferida em 1995 em Washington, D.C., e os paramédicos que a atenderam interromperam o tratamento e zombaram dela por ser transgênero. Hunter faleceu devido aos ferimentos, e nenhuma acusação foi feita contra os paramédicos.
Em 1996, um homem trans, Robert Eads, descobriu que tinha câncer de ovário. Eads enfrentou discriminação médica, com ginecologistas se recusando a tratá-lo até 1997. No entanto, o câncer havia progredido demais, e Eads faleceu em 1999.
Para homenagear a memória de pessoas transgênero perdidas para a violência, Gwendolyn Ann Smith criou o primeiro Dia da Memória Transgênero em 1999.

## Século XXI

### Ações governamentais

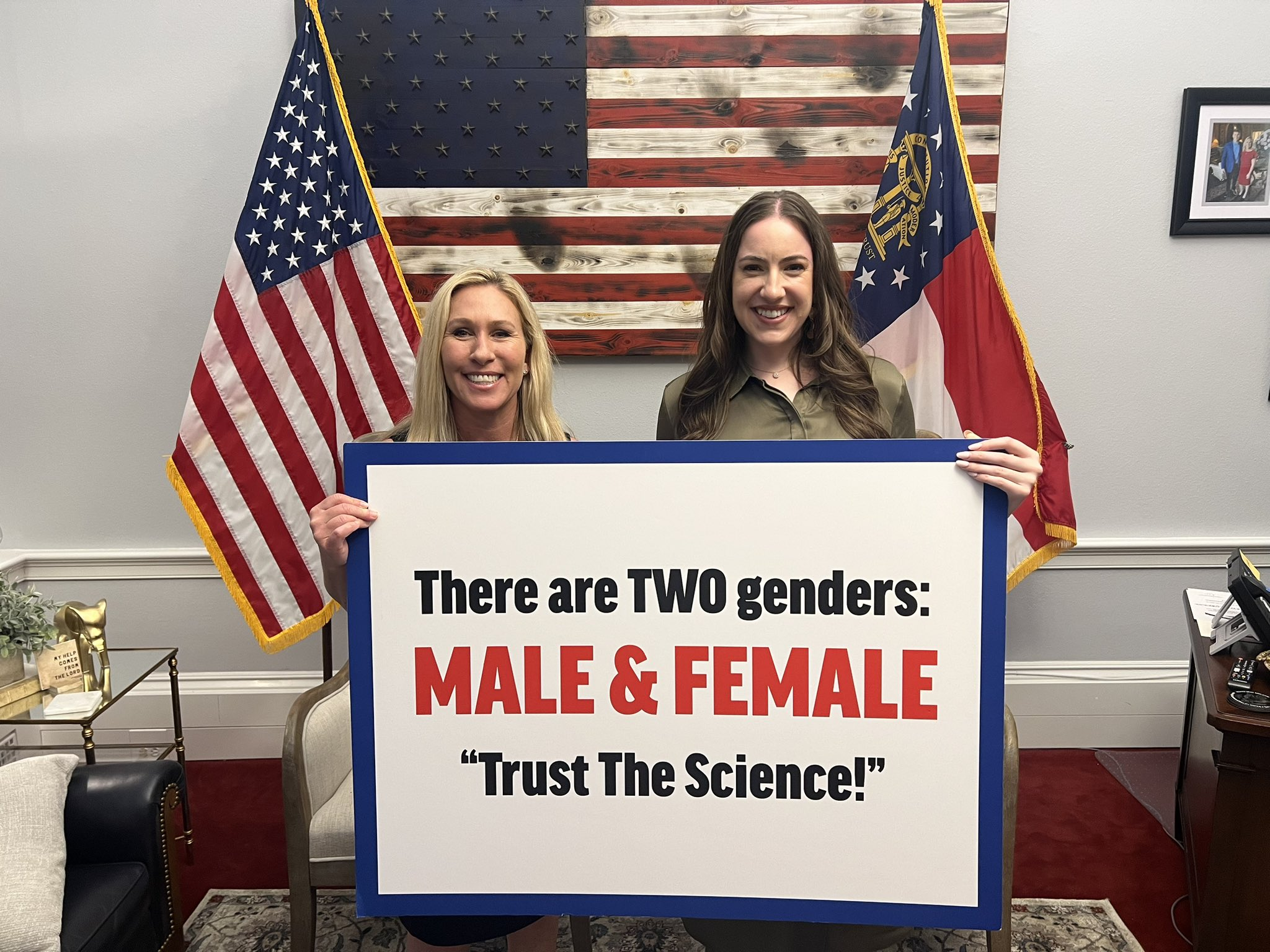
Chaya Raichik e Marjorie Taylor Greene no Congresso dos EUA.

Entidades governamentais nos Estados Unidos que criam legislações e políticas antitransgênero utilizam o "controle médico" como uma "ferramenta por meio da qual o Estado pode usar linguagem e práticas médicas para criar barreiras ao acesso a cuidados de afirmação de gênero". Em 2021, o professor Eric Stanley descreveu pessoas transgênero como "peças na mais recente guerra cultural", destacando que "projetos de lei antitrans têm raízes em uma obsessão pela ideia dos corpos das pessoas trans".
Quando a  Lei de Não Discriminação no Emprego federal foi proposta em 2007, ela incluía linguagem que protegia orientação sexual e identidade de gênero. No entanto, os patrocinadores removeram as proteções de identidade de gênero porque o presidente George W. Bush ameaçou vetar o projeto se elas fossem mantidas.
Em 2015, o Arkansas aprovou a Lei de Melhoria do Comércio Intrastatal [en], que proíbe governos locais de promulgarem leis que protejam pessoas LGBTQ em níveis superiores aos já garantidos pelo estado. Como o Arkansas não oferece proteções estaduais para pessoas LGBTQ, essa lei impede que governos locais também as protejam. A lei foi aprovada logo após Fayetteville, Arkansas tentar implementar proteções de direitos civis para pessoas LGBTQ na cidade.
Em 2016, quando um grande número de " projetos de lei sobre banheiros" foi proposto no país, o resultado foi que todas as mulheres enfrentaram assédio devido ao aumento da vigilância sobre quem usava qual banheiro. No Kansas, foi proposta uma medida que ofereceria aos estudantes 2.500 dólares como recompensa por denunciar pessoas trans usando banheiros não autorizados. O estado de Washington propôs uma lei semelhante que permitiria aos estudantes processarem suas escolas por 2.500 dólares se "encontrassem uma pessoa trans no banheiro". Em março de 2016, Carolina do Norte aprovou sua lei sobre banheiros, a Lei de Privacidade e Segurança de Instalações Públicas [en], que gerou protestos nacionais e ameaças de grandes empresas de não fazerem negócios no estado. Ainda em 2016, o caso Franciscan Alliance v. Burwell foi aberto para tentar derrubar regulamentações que protegiam o acesso de pessoas trans aos cuidados de saúde.
A administração Trump reverteu políticas do Título VII que protegiam pessoas transgênero com base no sexo, afirmando que essas proteções se aplicavam apenas a indivíduos cisgênero. Em 20 de fevereiro de 2017, a administração Trump "retirou a orientação [...] que afirmava que a lei federal exigia que estudantes transgênero tivessem acesso a banheiros e vestiários correspondentes à sua identidade de gênero". Em julho do mesmo ano, o presidente Trump anunciou uma proibição de pessoas transgênero servirem nas forças armadas dos Estados Unidos. Em outubro de 2018, Trump propôs a revogação de proteções de direitos civis na área da saúde para pessoas transgênero.
O primeiro estado a proibir atletas transfemininas de participarem de esportes juvenis foi Idaho. Em 30 de março de 2020, o projeto foi assinado pelo governador Brad Little. Durante 2020, outros 16 estados também elaboraram projetos semelhantes ao aprovado em Idaho. Em 2020, a Aliança em Defesa da Liberdade (ADF) entrou com uma ação judicial para contestar a regra de Connecticut que permitia a participação de estudantes transgênero em esportes juvenis conforme sua identidade de gênero. Em 2021, o caso foi arquivado, embora a ADF tenha anunciado que apelaria da decisão.
Em 2021 e 2022, uma "onda histórica de projetos" visando pessoas transgênero foi desenvolvida e proposta em legislaturas estaduais por todo o país. Isso totalizou cerca de 200 projetos, todos propostos por legisladores do Partido Republicano. O governador Tate Reeves [en] assinou, em 2021, um projeto que proibia estudantes transgênero de participarem de esportes escolares correspondentes às suas identidades de gênero. Em março de 2021, a governadora Kristi Noem emitiu uma ordem executiva proibindo meninas trans de participarem de equipes esportivas femininas em Dakota do Sul. O Arkansas aprovou, em abril de 2021, um projeto que bloqueava o acesso de jovens a cuidados de afirmação de gênero.
Em fevereiro de 2022, legisladores do Alabama criaram um projeto que exigiria que estudantes transgênero do ensino fundamental e médio usassem banheiros correspondentes ao sexo indicado em suas certidões de nascimento. Em abril de 2022, a governadora do Alabama, Kay Ivey, assinou um projeto que tornava o fornecimento de cuidados de afirmação de gênero para jovens um crime. Posteriormente, esse projeto foi bloqueado de entrar em vigor por uma injunção parcial do tribunal estadual. Advogados estaduais do Alabama prometeram recorrer da decisão, argumentando que não há direito constitucional ao acesso a cuidados de saúde afirmativos de gênero para crianças ou adultos.
Em março de 2022, o governador da Flórida, Ron DeSantis, assinou a Lei dos Direitos Parentais na Educação da Flórida [en], que proibiu discussões sobre orientação sexual ou identidade de gênero em salas de aula para certas séries específicas. Em novembro de 2021, o governador de Oklahoma, Kevin Stitt [en], assinou uma ordem executiva proibindo a alteração da identidade de gênero nas certidões de nascimento de Oklahoma. Também em 2022, Iowa criou um projeto para impedir jovens transgênero de participarem de esportes correspondentes à sua identidade de gênero.
Em fevereiro de 2022, o governador Greg Abbott declarou que a transição de gênero e a TRH eram formas de "abuso infantil" e ordenou que o Serviço de Proteção Infantil (CPS) investigasse pais que permitissem a transição de seus filhos. O procurador-geral do Texas, Ken Paxton, iniciou o ataque ao emitir uma opinião de que os cuidados de afirmação de gênero eram uma forma de abuso infantil. Paxton também solicitou ao Departamento de Segurança Pública do Texas uma lista de todas as pessoas que "alteraram o identificador de gênero em suas carteiras de motorista do Texas nos últimos dois anos". A ordem de Abbott e Paxton também exigia que terapeutas denunciassem clientes que recebiam cuidados de afirmação de gênero. Em Dallas, um hospital interrompeu a oferta de cuidados de afirmação de gênero em suas instalações após a diretiva de Abbott ser tornada pública, e o Hospital Infantil do Texas [en] também deixou de fornecer TRH. Várias famílias foram investigadas pelo CPS após a ordem ser emitida. Em junho de 2022, um juiz do Condado de Travis bloqueou esse tipo de investigação sobre famílias com crianças transgênero. Devido a esses ataques a crianças e jovens transgêneros, muitas famílias começaram a procurar maneiras de deixar o estado. Um estrategista político de Greg Abbott afirmou que atacar crianças transgênero é uma "questão vencedora" para o governador enquanto ele concorre novamente ao cargo. Até novembro de 2024, Paxton processou três médicos do Texas por supostamente prescreverem TRH para menores após o Texas proibir cuidados de afirmação de gênero.
Em maio de 2022, uma investigação do Título IX ocorreu em uma escola de Wisconsin quando vários estudantes do ensino fundamental supostamente usaram pronomes incorretos para outro estudante. O caso recebeu atenção de veículos de mídia conservadores, incluindo o The Laura Ingraham Show. A investigação foi encerrada após a escola e grande parte da cidade de Kiel, Wisconsin receberem ameaças de bomba.
Em junho de 2022, o Partido Republicano do Texas adotou proibições a cuidados de afirmação de gênero como parte de sua plataforma partidária. Mais tarde, o GOP do Texas afirmou que espetáculos de drag representam uma ameaça maior às crianças do que armas. Republicanos de Michigan propuseram, em junho de 2022, um projeto que permitiria aos pais processarem escolas públicas que deixassem seus filhos assistirem a um espetáculo de drag. DeSantis, na Flórida, trabalhou para retirar a cobertura do Medicaid para cuidados de afirmação de gênero de pessoas transgênero de qualquer idade. Ohio aprovou, em junho, uma lei que exige "inspeções genitais" se uma menina ou mulher for suspeita de ser transgênero.
Em julho de 2022, procuradores-gerais de vinte estados, incluindo Alabama, Alasca, Arizona, Arkansas, Geórgia, Indiana, Kansas, Kentucky, Louisiana, Mississippi, Missouri, Montana, Nebraska, Ohio, Oklahoma, Carolina do Sul, Dakota do Sul, Tennessee, Texas, Utah, Virgínia e Virgínia Ocidental, entraram com uma ação contra o Departamento de Agricultura dos Estados Unidos por sua proibição de discriminação contra pessoas LGBTQ que recebem refeições escolares, incluindo discriminação baseada em identidade de gênero. Na Flórida, autoridades estaduais de educação instruíram as escolas a "desconsiderar as recentes orientações da administração Biden" que protegeriam estudantes transgênero sob o Título IX. O comissário de educação da Flórida, Manny Diaz Jr. [en], chamou as orientações sobre proteções transgênero de "loucura progressista". Em meados de julho, o GOP na Câmara dos Representantes dos EUA apoiou projetos que visariam atletas transgênero com a "Lei de Proteção de Mulheres e Meninas nos Esportes", patrocinada por Greg Steube. No final de julho de 2022, o governador Ron DeSantis usou uma decisão de 1947 da Suprema Corte da Flórida [en] como base para sua reclamação sobre um espetáculo de drag. DeSantis alegou que o local do espetáculo violava uma lei de incomodo público.
Marjorie Taylor Greene, representante dos EUA, apresentou em agosto de 2022 um projeto chamado Lei de Proteção da Inocência Infantil, que tornaria o fornecimento de cuidados de afirmação de gênero a menores um crime de classe C. O projeto prevê uma pena de prisão de 10 a 25 anos para quem fornecer esses cuidados e também proibiria o uso de fundos federais para cuidados de afirmação de gênero. Isso efetivamente impediria quem utiliza planos do Lei de Cuidados Acessíveis de acessar esses cuidados.
Em setembro de 2022, estudantes do ensino médio das Escolas Públicas da Paróquia de East Baton Rouge foram informados que participariam de uma feira universitária em uma visita escolar. Em vez disso, foram levados a uma igreja onde estudantes transgênero enfrentaram bullying e discriminação.
Em outubro de 2020, uma mulher transgênero intersexo foi presa após registrar um boletim de ocorrência no Condado de Bexar relatando uma suposta agressão. Ela foi exposta à polícia, que a colocou no bloco masculino da prisão. Até dezembro de 2022, ela e grupos comunitários locais pediam a retirada das acusações e treinamento de sensibilidade para a polícia. Em novembro de 2022, o conselho médico da Flórida restringiu a maior parte dos cuidados de afirmação de gênero para menores. Em dezembro de 2023, a Monarch High School na Flórida foi multada em um total de 16.500 dólares por permitir que uma atleta transgênero competisse no voleibol feminino. Em 2022, Kentucky proibiu meninas transgênero de participarem de esportes, afetando a única menina que jogava no estado na época.
Em preparação para a sessão legislativa do Texas em janeiro de 2023, legisladores republicanos apresentaram previamente projetos que visariam pessoas transgênero e tornariam ilegais os cuidados de afirmação de gênero para jovens. Até 19 de janeiro de 2023, mais de 124 projetos foram apresentados nos EUA que teriam como alvo pessoas LGBTQ e transgênero. Na Flórida, vários projetos transfóbicos foram introduzidos em fevereiro de 2023. Os projetos apresentados visavam espetáculos de drag, cuidados de afirmação de gênero, bibliotecas com livros LGBTQ e um deles proibiria professores de usar os pronomes preferidos dos alunos.
No início de março de 2023, em Tennessee, o governador Bill Lee assinou uma lei que proíbe menores de assistirem a espetáculos de drag, apesar de ele próprio ter participado de drag quando estudante. Em 3 de março, a Flórida apresentou o SB254, que permitiria ao estado retirar crianças de pais que permitissem cuidados de afirmação de gênero, mesmo se residissem fora do estado. No final de março de 2023, a legislatura de Kentucky anulou o veto do governador e transformou em lei uma proibição de cuidados de afirmação de gênero no estado, exigindo que médicos façam a "destransição" de menores que já estejam recebendo esses cuidados. Além disso, as escolas não podem permitir conversas sobre gênero ou identidade sexual em todas as séries.
Em abril de 2023, Montana removeu a legisladora transgênero Zooey Zephyr do plenário e, em seguida, aprovou um projeto que proíbe cuidados de afirmação de gênero para menores. Idaho aprovou uma lei que proíbe cuidados de afirmação de gênero para menores, com pena de até 10 anos de prisão para médicos que os fornecerem.
Em maio de 2023, Missouri aprovou um projeto que restringe cuidados de afirmação de gênero e a participação em esportes para menores transgênero. Oklahoma também aprovou, naquele mês, um projeto que torna um crime fornecer cuidados de afirmação de gênero a menores. Pessoas transgênero foram presas e removidas do Capitólio do Texas em maio de 2023 por protestarem contra uma proibição de cuidados de afirmação de gênero para menores. No início de maio de 2023, o governador de Indiana, Eric Holcomb, assinou um projeto que poderia expor estudantes transgênero às suas famílias. O governador de Dakota do Norte, Doug Burgum, assinou, em maio de 2023, um projeto que proíbe escolas públicas e entidades governamentais de criarem políticas sobre pronomes.
Em agosto de 2023, o Distrito Escolar Independente de Katy (KISD) aprovou políticas de identidade de gênero que muitas pessoas LGBTQ e aliados classificaram como um "ataque" a estudantes não conformes com gênero na escola. O KISD foi um dos primeiros distritos escolares na área de Houston a implementar diretrizes que afetam negativamente estudantes transgênero. Em fevereiro de 2024, o governador do Texas, Greg Abbott, respondeu negativamente a uma Carta de Alegação Conjunta das Nações Unidas (ONU) que descrevia um "ataque abrangente aos direitos da comunidade queer" no Texas. Abbott respondeu às alegações legais apenas com uma postagem no X (antigo Twitter), dizendo: "A ONU pode ir se ferrar".
Em fevereiro de 2024, o Condado de Nassau proibiu atletas transgênero de competirem com equipes esportivas cisgênero por meio de uma ordem executiva assinada por Bruce Blakeman. Em março, a procuradora-geral de Nova York, Letitia James [en], ordenou que o condado suspendesse a violação da Lei de Direitos Humanos do Estado de Nova York. Blakeman busca reverter a decisão para continuar proibindo atletas transgênero de usar igualmente "mais de 100 locais públicos" no condado.
Durante as eleições em Ohio, várias candidatas transgênero enfrentaram problemas para concorrer a cargos devido às mudanças de nome. Em janeiro de 2024, Ohio determinou que, devido a uma lei dos anos 1990 sobre a listagem de todos os nomes usados por um candidato em petições para concorrer a cargos, as candidatas transgênero violaram a legislação. Posteriormente, o conselho eleitoral do Condado de Mercer permitiu que uma candidata concorresse "porque ninguém conhecia essa disposição obscura e porque o conselho disse que ela não estava tentando enganar as pessoas", e o Condado de Montgomery fez o mesmo. No entanto, o Condado de Stark desqualificou uma candidata transgênero da cédula devido à mudança de nome.
A governadora de Dakota do Sul, Kristi Noem, alertou o Conselho de Regentes para interromper iniciativas de diversidade nas universidades estaduais. Isso afetou vários membros do corpo docente que usavam seus pronomes e afiliações tribais em comunicações oficiais, como e-mails.
Até o final de 2023, 22 estados haviam aprovado proibições de cuidados de afirmação de gênero para menores. No início de 2024, 10 estados estavam considerando projetos que restringiriam indivíduos transgêneros e não binários de usar serviços públicos. No início de 2024, 10 estados estavam considerando projetos que restringiriam indivíduos transgênero e não binários de usar serviços públicos.
Na primavera de 2024, o Partido Republicano do Colorado enviou um e-mail aos membros, intitulado como um "Chamado à Ação". No e-mail, o partido recomendou fortemente que os pais retirassem seus filhos das escolas públicas para "salvar as crianças do Colorado dos democratas progressistas que querem transformar mais crianças em trans, exigindo que os professores usem 'pronomes' sem sentido que causam confusão de gênero". Essa campanha foi iniciada após a aprovação de uma lei no estado que protege os direitos de estudantes transgêneros.
No início de junho de 2024, dois professores da Universidade do Texas em Austin entraram com uma ação contra o governo federal por proteger estudantes não binários. Os professores alegam que as diretrizes do Título IX não abrangem o uso de "eles" como pronome singular. Um juiz do Texas, Reed O'Connor [en], bloqueou as proteções do Título IX em 12 de junho com uma injunção, afirmando que a Administração Biden "excedeu sua autoridade" ao "exigir que as escolas respeitassem os pronomes de estudantes trans e não binários e permitissem acesso aos banheiros de sua escolha". No final de junho de 2024, o Partido Republicano do Texas celebrou quando a Suprema Corte do Texas manteve a proibição estadual de cuidados de afirmação de gênero para menores. O representante estadual que escreveu a proibição chamou a vitória de "gratificante" e uma prova adicional de que o estado do Texas poderia continuar a regular práticas médicas.
A Convenção Nacional Republicana de 2024, realizada em meados de julho, foi fortemente antitransgênero. Durante a convenção, membros republicanos "atacaram verbalmente pessoas transgênero várias vezes". Alguns discursos na convenção zombaram abertamente de pessoas transgênero e não binárias. Essas ideias estão alinhadas com o Projeto 2025, apoiado por Donald Trump e políticos de extrema direita. O Projeto 2025 chama ideias não conformes com gênero de "nova ideologia de gênero progressista". O plano do Projeto 2025 também pede a eliminação de proteções para indivíduos LGBTQ+ em quase todos os aspectos do governo federal dos EUA.
Em outubro de 2024, Odessa, Texas começou a oferecer uma recompensa de 10.000 dólares por qualquer pessoa transgênero que usasse um banheiro público alinhado com sua identidade de gênero na cidade. A recompensa é adicional às penalidades criminais por usar um banheiro alinhado com a identidade de gênero. Em novembro, o Conselho Municipal de Odessa decidiu, por ampla maioria, expandir a lei, permitindo que qualquer pessoa (cidadã de Odessa ou não) processe por essa recompensa de 10.000 dólares. Opositores da recompensa e da lei afirmam que Odessa está tornando a vida mais perigosa para pessoas queer e que, por ser "por ocorrência", a lei pode sujeitar empresas locais e moradores a multas altas e processos desnecessários.
Durante a eleição presidencial de 2024, o Partido Republicano usou pessoas transgênero como um "assunto divisor", veiculando anúncios de ataque antitransgênero durante "eventos esportivos de grande visibilidade". Muitos desses anúncios continham desinformação e alegações falsas. Os anúncios também usaram imagens de pessoas transgênero e artistas drag sem o consentimento dessas pessoas.
Em novembro de 2024, a representante Nancy Mace apresentou um projeto para impedir mulheres transgênero de usarem instalações em Capitol Hill que correspondam à sua identidade de gênero. Mace, que já afirmou ser "pró-direitos transgênero", passou a publicar retórica antitransgênero em suas redes sociais naquele mesmo mês. A nova regra foi proposta por Mace após a eleição da primeira membro transgênero do Congresso em novembro de 2024. A proibição, anunciada pelo presidente da Câmara Mike Johnson, entrou em vigor no Congresso no Dia da Memória Transgênero. Mace diz que apresentará um projeto para impedir pessoas transgênero de usarem banheiros que correspondam à sua identidade de gênero em qualquer propriedade federal.
A partir de 2025, novas legislações antitransgênero foram propostas. Em Oklahoma, a legislatura estadual começou, no início de 2025, a analisar regras propostas pela representante estadual Molly Jenkins, que permitiriam apenas "mulheres biológicas" usar os banheiros femininos na Câmara estadual. Em Nebraska, a senadora Kathleen Kauth está promovendo um projeto que "regularia" pessoas transgênero em qualquer área sob jurisdição estadual. Kauth nomeou o projeto, LB 89, também conhecido como Lei "Fique ao Lado das Mulheres".

#### Segunda administração de Donald Trump
Um dos primeiros atos da segunda administração de Donald Trump, em 20 de janeiro de 2025, foi reduzir as proteções e os direitos civis de pessoas LGBTQ, especialmente de indivíduos transgênero. A administração passou a "reconhecer apenas o gênero atribuído ao nascer de uma pessoa". Trump preparou-se para proibir membros transgêneros de servirem nas forças armadas e finalizou essa proibição em uma ordem executiva emitida em 27 de janeiro de 2025. A administração Trump classificou essas revogações de direitos civis como "proteções para mulheres". Muitas das ordens executivas utilizam terminologia desumanizadora ao descrever cuidados de afirmação de gênero. Em 21 de fevereiro de 2025, Trump ameaçou retirar o financiamento federal do estado do Maine devido a questões relacionadas a atletas transgêneros e suas recentes ordens executivas.
Pessoas transgênero já foram afetadas pelas mudanças feitas pela segunda Administração de Donald Trump. As solicitações de passaportes dos EUA para pessoas transgênero foram suspensas. Após a suspensão temporária, pessoas transgênero começaram a receber seus passaportes, mas sem os marcadores de gênero corretos e com atrasos esperados. Prisioneiros transgêneros [en] também estão sendo afetados, com  prisões planejando transferir esses detentos para instalações que não correspondem à sua identidade de gênero. Essa ordem afetaria "cerca de 16" mulheres transgênero que estão encarceradas pelo Bureau of Prisons.
Dentro do governo federal, pessoas transgênero foram demitidas. No final de fevereiro de 2025, a administração Trump ordenou ao Pentágono que identificasse e dispensasse membros transgêneros das forças armadas.
Seguindo os passos da administração Trump, estados individuais também têm atuado, e até fevereiro de 2025, havia 379 projetos de lei antitransgênero ativos nas legislaturas estaduais. Em fevereiro de 2025, a legislatura estadual de Iowa começou a considerar um projeto que removeria as proteções de direitos civis para pessoas transgênero no estado. No mesmo mês, o estado de Ohio passou a proibir estudantes transgênero de usarem banheiros que correspondam à sua identidade de gênero. No início de março, o governador de Indiana, Mike Braun, assinou uma ordem executiva que proíbe mulheres transgênero de participarem de esportes estaduais e também veta o uso de certos tipos de linguagem em nível estadual.
No final de fevereiro, o Departamento de Segurança Interna (DHS) alterou sua política e agora permite a vigilância específica e direcionada de indivíduos LGBTQ+. Agências como o DOGE podem usar dados governamentais coletados para criar bancos de dados que identificam americanos transgênero. Elon Musk, chefe do DOGE, tem um histórico de transfobia. Em março de 2025, ele fez um discurso transfóbico público contra sua própria filha,  Vivian Wilson.
A primeira prisão de uma pessoa transgênero por violar uma lei de banheiros ocorreu em 19 de março em Tallahassee, Flórida. Marcy Rheintgen foi detida no Capitólio do Estado da Flórida ao tentar usar o banheiro feminino. Em março de 2025, a Comissão de Bibliotecas do Mississippi ordenou que suas bibliotecas excluíssem bancos de dados contendo informações e história relacionadas à "identidade de gênero".

### Transfobia na cultura dos EUA
Em 2001, o Daily News publicou uma coluna de John Leo que criticava pessoas transgênero, sugerindo que elas tinham um transtorno mental. Leo argumentou contra a ideia de que garantir direitos civis e cuidados de afirmação de gênero para pessoas transgênero seria benéfico para elas, defendendo, em vez disso, que recebessem tratamento psiquiátrico. Ele chamou a palavra "transfobia" de "uma nova palavra de acusação indignada".
Em 2019, a Ditch the Label publicou uma análise de 10 milhões de postagens em redes sociais e fóruns online, cobrindo um período que começou por volta de 2016. Essa análise revelou uma quantidade significativa de linguagem e ideias transfóbicas sendo compartilhadas nos Estados Unidos. Muitas dessas ideias e comentários transfóbicos foram disseminados no Facebook, que a organização de monitoramento de mídia de tendência esquerdista Media Matters [en] chamou de "um dos maiores vilões" nessa área. O The Daily Wire também esteve envolvido na disseminação de desinformação sobre pessoas transgênero online durante esse período, usando a transfobia para aumentar o engajamento em seu site.
A Igreja Batista de Westboro protestou no Morehouse College [en] em 2019, quando a escola permitiu pela primeira vez a matrícula de homens trans.
Durante a Conferência de Ação Política Conservadora (CPAC) realizada em 2021, Caitlyn Jenner foi alvo de ataques de participantes que a chamaram pelo nome antigo e a insultaram.
O grupo ambientalista Deep Green Resistance (DGR) tem membros com "um histórico de declarações transfóbicas perturbadoras". Em 2022, grupos que trabalhavam com o DGR para impedir a mineração em Nevada, especificamente na Mina de Lítio de Thacker Pass, romperam laços com eles devido à transfobia generalizada no grupo.
O especial de Netflix de Dave Chappelle em 2021, The Closer, continha piadas que alguns consideraram transfóbicas. Os shows ao vivo de Chappelle continuam a receber protestos de pessoas que se opõem à forma como ele fala sobre indivíduos transgênero. Funcionários da Netflix pediram à empresa que reconhecesse que "conteúdo transfóbico causa danos". O grupo de recursos para funcionários trans da empresa enviou demandas à gestão da Netflix e planejou organizar uma greve [en] em resposta ao apoio contínuo a Chappelle. Em 20 de outubro de 2021, um protesto foi realizado em Los Angeles, onde funcionários da Netflix que apoiam os direitos trans organizaram um comício que incluiu Joey Soloway como orador. Fãs de Chappelle também compareceram ao protesto, carregando cartazes em apoio ao comediante e seu conteúdo.
Em março de 2022, a senadora Marsha Blackburn usou a audiência de confirmação da juíza Ketanji Brown Jackson para levantar "questões transgênero", perguntando se mulheres transgênero deveriam ser autorizadas a competir em esportes com mulheres cisgênero.
Quando a campeã do Jeopardy!, Amy Schneider, fez o primeiro arremesso no Oracle Park em junho de 2022, a Fox Sports cortou a transmissão dela e exibiu um primeiro arremesso do piloto de NASCAR, Kurt Busch. O corte foi destacado no Twitter, onde foi interpretado como transfóbico. A Fox Sports afirmou que "primeiros arremessos nunca são exibidos como parte de suas transmissões de jogos" e que mostrar Busch fazia parte de um "pacote promocional para uma corrida próxima da NASCAR". A Sports Illustrated argumentou que, independentemente do motivo para exibir Busch em vez de Schneider, a "ótica" da situação não favoreceu a Fox Sports. À medida que mais empresas esportivas demonstram apoio a atletas transgênero, aumentos em "ódio e transfobia" foram observados de forma anecdotal por atletas como o skatista Jeffrey Cheung.
Em maio de 2022, a State Farm enfrentou ataques de ativistas conservadores por causa do projeto GenderCool, que doaria livros infantis com temas LGBTQ para escolas e bibliotecas. O projeto buscava "aumentar a conscientização sobre o que significa ser transgênero, inclusivo e não binário". Devido à reação negativa, a State Farm desistiu do projeto.
Em junho de 2022, durante o Mês do Orgulho, o comentarista do The Daily Wire, Matt Walsh [en], lançou um documentário chamado What Is a Woman?. Walsh também é o autor do livro infantil Johnny the Walrus, que compara alegoricamente ser transgênero a fingir ser uma morsa. A Media Matters relatou que, apenas no primeiro dia do Mês do Orgulho, houve oito casos de pessoas transgênero sendo depreciadas na Fox News, especialmente a nadadora transgênero Lia Thomas [en].
Em agosto de 2022, a conta de direita no Twitter Libs of TikTok [en] alegou falsamente que o Hospital Infantil de Boston [en] estava realizando histerectomias e outras cirurgias de afirmação de gênero em "meninas jovens". A alegação falsa viralizou, alcançando conservadores de alto perfil como Stephen Miller [en]. Outras celebridades de destaque que promoveram o Libs of TikTok incluíram Joe Rogan, Donald Trump Jr. e Tucker Carlson.
Em setembro de 2022, Matt Walsh fez acusações contra o Vanderbilt University Medical Center (VUMC) em Tennessee, afirmando que médicos "drogam", "castram" e "mutilam" crianças. Walsh também alegou que o VUMC realizava cuidados de afirmação de gênero por ser uma "fonte de lucro", ameaçava médicos que se recusassem a realizar os procedimentos com "consequências" e "forçava a conformidade" em pacientes hesitantes em recebê-los. Republicanos do Tennessee, incluindo o governador Bill Lee, pediram uma investigação imediata da clínica. Walsh declarou que estava se reunindo com legisladores para aprovar um projeto que fecharia a clínica. Em resposta às acusações, o VUMC desativou a página de sua clínica transgênero e afirmou que Walsh "distorceu os fatos" sobre os cuidados prestados. Mais tarde, o VUMC foi solicitado por investigadores estaduais do Tennessee a entregar os documentos de saúde de pacientes "em busca de cuidados transgênero". Esses relatórios, entregues ao procurador-geral do estado do Tennessee, Jonathan Skrmetti, continham "dados médicos sensíveis". Uma ação coletiva, protocolada em julho de 2023, descreve como o estado do Tennessee vem "mirando negativamente a comunidade transgênero por anos". Skrmetti tem apoiado publicamente leis antitransgênero em outros estados e começou a visar o VUMC após as críticas de Walsh em 2022.
Em Nashville, Tennessee, em 21 de outubro de 2022, o The Daily Wire organizou um comício intitulado "O Comício para Acabar com a Mutilação Infantil" em protesto aos cuidados de afirmação de gênero para menores. Entre 1.500 e 3.000 pessoas compareceram, incluindo apoiadores, manifestantes e senadores e representantes do Tennessee.
Após o tiroteio na escola de Nashville em 2023, perpetrado por um atirador transgênero, houve um aumento da transfobia em plataformas públicas. Pessoas transgênero no Tennessee enfrentaram reações negativas, embora muitas tenham contra-argumentado que é mais importante restringir o acesso a armas.
A lutadora de MMA, Alana McLaughlin, respondeu aos ataques transfóbicos contra pessoas transgênero feitos por Jake Shields em abril de 2023. Shields afirmou que aliados de pessoas transgênero deveriam "enfrentar execução pública". Uma lei aprovada em Dakota do Norte, que proíbe cuidados de afirmação de gênero para menores, entrou em vigor em abril de 2023. Até junho de 2024, a proibição continua em vigor para a maioria dos menores no estado.
Antes do Orgulho em abril de 2023, um comercial da Bud Light com a atriz Dylan Mulvaney causou um boicote por conservadores transfóbicos contra a empresa [en]. Na semana anterior ao Orgulho, em maio de 2023, a Target lançou sua coleção de Orgulho com produtos celebrando a comunidade LGBTQ+. Posteriormente, grupos conservadores anti-LGBTQ espalharam desinformação sobre alguns produtos e, após receber ameaças contra lojas e funcionários de grupos anti-LGBTQ, a empresa decidiu remover alguns itens e mudar as exibições de Orgulho para o fundo de algumas lojas, gerando uma forte reação da GLAAD e outros grupos de defesa LGBTQ, que pediram à Target para devolver os produtos e emitir uma declaração de apoio à comunidade LGBTQ+. Em julho de 2023, a ex-presidente da Levi's e ginasta, Jennifer Sey, ridicularizou Megan Rapinoe por apoiar atletas transgênero. Rapinoe disse que os esportes femininos estão sendo "usados como arma" por supostos transgêneros que aproveitam o sistema. Sey também criticou a Bud Light por usar Mulvaney em seus anúncios.
Sey criou uma linha de roupas esportivas em março de 2024 chamada XX-XY Athletics, que ela diz ser destinada "a proteger mulheres e meninas de serem forçadas a competir e compartilhar vestiários com atletas transgênero". Uma equipe de ativistas antitransgênero se juntou a ela, incluindo Chloe Cole [en], Adam Coleman, Riley Gaines [en], Tabia Lee e Paula Scanlan. Também em março de 2024, o blogueiro conservador Michael Shellenberger e o grupo antitransgênero Genspect [en] vazaram relatórios sobre cuidados transgênero que foram retirados de contexto, alguns contendo alegações falsas. Shellenberger acredita que pessoas transgênero são mentalmente doentes, antinaturais e fazem parte das "ideologias progressistas fundamentais". Seu boletim "tem se focado cada vez mais nas supostas ameaças que pessoas trans representam para a sociedade, incluindo esportes femininos, mulheres em geral, a família e a civilização ocidental".
Em maio de 2024, Gaines usou as redes sociais para demonstrar apoio a uma multidão que vaiou a vitória de uma atleta transgênero na corrida feminina de 200 metros da Associação de Atividades Escolares do Oregon (OSAA). Uma funcionária da Flórida, mãe de um atleta transgênero na Monarch High School, ainda aguardava, até junho de 2024, para saber se seria suspensa por uma possível violação da Lei de Equidade nos Esportes Femininos [en].
O Clube Feminino de Fort Worth enfrentou controvérsia ao aceitar uma mulher transgênero na organização em novembro de 2023. Isso levou à renúncia de nove membros, e o grupo declarou que atualmente não está preparado para "abordar formalmente a questão de admitir mulheres transgênero".
No início de 2024, a Best Buy foi contatada pelo Centro Nacional de Pesquisa de Políticas Públicas (NCPPR), um think tank conservador, devido a doações que a empresa havia feito a grupos LGBTQ, como o The Trevor Project e o GLAAD. O NCPPR acusou a Best Buy de doar para grupos que, segundo eles, "buscam mutilar os órgãos reprodutivos de crianças antes que cheguem à puberdade" e afirmou que doações a grupos LGBTQ estavam fora do escopo de uma empresa de eletrônicos. Após a pressão do NCPPR, a Best Buy concordou em "triar" suas doações, e suas páginas de apoio a pessoas LGBTQ foram retiradas do ar. Como o NCPPR é acionista da Best Buy, eles conseguiram ameaçar a empresa com sanções financeiras e apresentaram uma queixa à SEC (Comissão de Valores Mobiliários dos EUA).
O streamer de videogames Nickmercs [en] declarou-se abertamente antitrans em 2024, afirmando que "não existe isso de pessoas trans". Em abril de 2024, a polícia foi chamada devido a uma estudante transgênero do ensino médio que compareceu ao seu baile de formatura no Condado de Jackson, Alabama, por usar um vestido e se recusar a trocar por calças. Também em abril de 2024, ativistas antitransgênero alegaram que mulheres trans têm vantagens em dardos, esportes eletrônicos, competições de comer cachorro-quente e pôquer.
Após a vitória de Trump nas eleições presidenciais de 2024, Caitlyn Jenner elogiou publicamente o resultado no Twitter, onde recebeu tanto apoio quanto comentários transfóbicos de outros usuários da plataforma. No início de 2025, a Meta flexibilizou significativamente as restrições de sua política de "Conduta de Ódio", permitindo agora que usuários acusem pessoas LGBTQ, especialmente transgênero, de terem doenças mentais ou serem "anormais".
Uma escola em Middleborough, Massachusetts enfrentou controvérsia quando pais reclamaram que um livro com um personagem transgênero foi lido em voz alta para uma turma de quinta série. O livro, Calvin, de J.R. Ford e Vanessa Ford, é classificado como apropriado para crianças em idade pré-escolar. Os pais falaram em uma reunião após a leitura do livro em sala de aula, e houve apoio misto. Alguns pais acharam que deveriam ser notificados "quando tópicos sensíveis fossem discutidos com os alunos", enquanto outros na comunidade afirmaram que "a existência de ninguém deveria ser motivo de debate ou considerada conteúdo sensível".
Devido às ordens executivas emitidas no início da segunda administração de Donald Trump, muitos hospitais que ofereciam cuidados de afirmação de gênero tiveram que reavaliar seus programas. Até o início de fevereiro de 2025, vários hospitais emitiram comunicados informando que encerraram esses cuidados para seus pacientes. Uma clínica comunitária de saúde em Los Angeles também foi impactada pelas ordens executivas, que cortaram fundos de subsídios que apoiavam pacientes transgênero. O Hospital Infantil de Los Angeles interrompeu seus cuidados de afirmação de gênero após as ordens executivas.
Empresas em Iowa que anteriormente apoiavam os direitos civis de pessoas transgênero permaneceram em silêncio este ano enquanto a legislatura estadual avança com legislações antitransgênero.
Em fevereiro de 2025, a Universidade Stanford cumpriu as ordens executivas da administração Trump sobre atletas transgênero, proibindo mulheres trans de participarem de suas equipes esportivas femininas.

### Incidentes violentos e ameaças
Em outubro de 2002, a adolescente transgênero  Gwen Araujo foi espancada e estrangulada durante uma festa em uma casa em Newark. O ataque ocorreu após a descoberta de sua identidade transgênero, e os responsáveis utilizaram a defesa do "pânico trans" no julgamento pelo assassinato. Latisha King, uma estudante de 15 anos não conforme ao gênero, foi baleada duas vezes por um colega de 14 anos que sentiu que ela o havia desrespeitado. King foi "provocada e zombada pela maneira como expressava seu gênero, pelo seu estilo".
Em 2011, CeCe McDonald [en] foi agredida do lado de fora de um bar em Minneapolis. Durante a briga que se seguiu, McDonald foi esfaqueada, e um de seus agressores morreu no confronto. Apesar de ter agido em autodefesa, McDonald foi acusada de homicídio em segundo grau. Ela aceitou um acordo de confissão de culpa e passou dois anos em uma prisão masculina.
O site Kiwi Farms [en] foi criado em 2013 com o objetivo de atacar pessoas neurodivergentes ou membros da comunidade LGBTQ+. Usuários do Kiwi Farms perseguiam, praticavam doxing e assediavam pessoas encontradas na internet. O site foi responsabilizado pela morte de várias vítimas, muitas delas transgêneras.
Em 2019, 25 pessoas transgêneras ou não conformes ao gênero morreram após sofrerem atos de violência. Em 2021, registrou-se um dos anos mais letais para pessoas transgêneras e não conformes ao gênero nos Estados Unidos, com 29 mortes até junho e pelo menos 50 até o final do ano. Em fevereiro de 2021, Alexus Braxton foi brutalmente assassinada em seu apartamento em Miami.
Em novembro de 2021, o Centro Médico Infantil de Dallas foi forçado a encerrar seu programa de afirmação de gênero para crianças e adolescentes transgêneros após protestos e assédio de ativistas anti-transgêneros. O Tenacious Unicorn Ranch [en], uma fazenda exclusivamente transgênera no Colorado, enfrentou supostas ameaças armadas em 6 de março de 2021. Após o evento, o Kiwi Farms facilitou mais assédio online contra os fazendeiros. Em 2022, o fórum Kiwi Farms tinha mais de 800 postagens direcionadas à fazenda.
Em 24 de março de 2022, o ex-legislador de Mississippi, Robert Foster, usou o Twitter para expressar que aliados de pessoas transgêneras deveriam ser "alinhados contra uma parede perante um pelotão de fuzilamento para um julgamento antecipado". Foster não se descul pastoral, Mark Burns, candidato na Carolina do Sul, disse que aliados, professores e pais que apoiam os direitos LGBTQ+ deveriam ser presos e executados. Em junho de 2022, um brunch com drag queens em Arlington, Texas foi alvo de supostos Proud Boys, assim como uma biblioteca na Califórnia no mesmo mês. No evento na Área da Baía de São Francisco, os Proud Boys foram descritos como "extremamente agressivos, com um comportamento violento e ameaçador, causando medo pela segurança das pessoas". Os Proud Boys podem ter sido alertados pelo Libs of TikTok.
Em julho de 2022, uma cafeteria em Chicago que planejava sediar uma apresentação de drag foi vandalizada. O Libs of TikTok também esteve envolvido em uma campanha para atacar acampamentos de verão judaicos [en] na Califórnia que aceitavam crianças transgêneras. Os acampamentos precisaram tomar medidas adicionais para garantir a segurança. No mesmo mês, Noah Ruiz, um homem transgênero de 20 anos, foi agredido por três homens enquanto acampava em Camden, Ohio. Após ser aconselhado a usar o banheiro feminino, apesar de se identificar como homem, ele foi confrontado de forma agressiva por uma mulher no banheiro antes que ela saísse irritada. Ao sair, foi abordado por três homens que o espancaram, supostamente usando insultos homofóbicos. Quando os deputados do xerife de Condado de Preble chegaram, Ruiz foi preso por "conduta desordeira e obstrução de negócios oficiais"; o xerife do Condado de Preble afirmou que não estava ciente da agressão e que Ruiz estava altamente embriagado e beligerante. Ruiz conseguiu registrar um boletim de ocorrência por agressão no escritório do xerife, exigindo que os homens fossem responsabilizados.

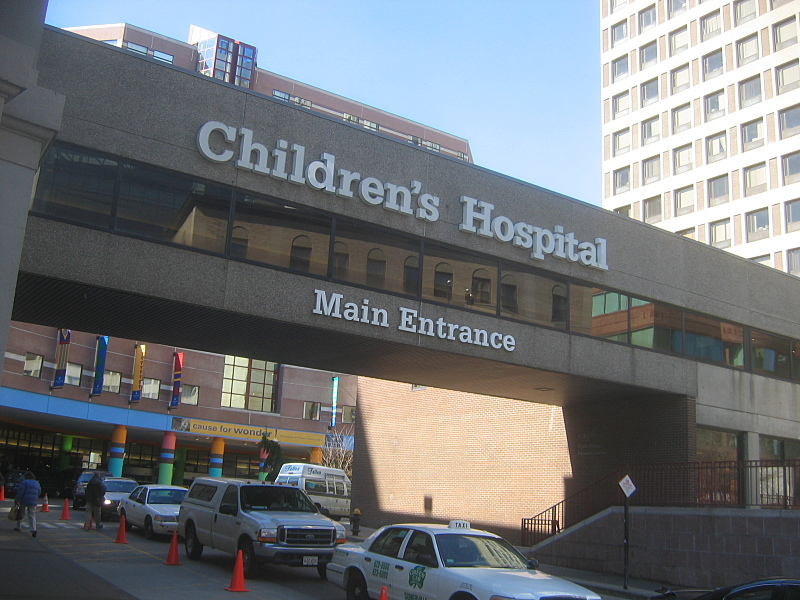
O Hospital Infantil de Boston foi alvo de ameaças violentas devido a desinformação disseminada pelo perfil Libs of TikTok.

Em agosto de 2022, a equipe do Hospital Infantil de Boston (BCH) recebeu "ameaças violentas" após o perfil Libs of TikTok alegar, de forma incorreta, que crianças estavam sendo submetidas a histerectomias. No final de agosto, o Hospital Nacional Infantil, em Washington, também foi alvo do mesmo perfil, que igualmente afirmou, de maneira falsa, que o hospital realizava histerectomias em crianças. O hospital recebeu ameaças de bomba e de morte por meio de redes sociais. Apesar do grande volume de assédio sofrido pelo BCH, nem o Facebook nem o Twitter suspenderam o perfil Libs of TikTok. Veículos como Fox News e The Daily Caller publicaram matérias baseadas nas informações falsas divulgadas pelo perfil. Hospitais infantis em Pittsburgh e Phoenix também foram alvos de ataques semelhantes.
Em 30 de agosto, uma ameaça de bomba levou o BCH a entrar em confinamento, e outra ameaça, feita por telefone em 9 de setembro, resultou em uma investigação policial. Em 15 de setembro, uma mulher de Westfield, Massachusetts foi presa sob a acusação de realizar uma das ameaças de bomba contra o BCH. O FBI informou que o hospital recebeu "bem mais de uma dúzia" de ameaças semelhantes.
Em 18 de setembro de 2022, "Billboard Chris", um ativista anti-LGBT do Canadá, organizou um protesto contra o programa de cuidados de afirmação de gênero do BCH em frente ao hospital. Entre 100 e 200 contramanifestantes compareceram em apoio aos cuidados para pessoas transgênero no hospital, superando em número os manifestantes.
A Academia Americana de Pediatria (AAP), a Associação Médica Americana (AMA) e a Associação de Hospitais Infantis (CHA) solicitaram ao Procurador-Geral dos EUA, Merrick Garland, que investigasse "as organizações, indivíduos e entidades que estão coordenando, provocando e executando ameaças de bomba e ameaças de violência pessoal contra hospitais infantis e médicos em todo os EUA".
Quando Tucker Carlson, no canal Fox News, abordou as acusações contra o Centro Médico da Universidade de Vanderbilt, ele exibiu fotos dos rostos dos médicos junto com seus nomes. O VUMC relatou que seus médicos sofreram assédio por parte de grupos de extrema-direita em plataformas como Reddit e 4chan, que pediam a prisão ou assassinato dos profissionais. Esses grupos também incentivaram táticas de intimidação inspiradas no nazismo, como a queima de livros.
Em outubro de 2022, uma mulher cisgênero chamada Jay foi assediada em um banheiro de um cassino em Las Vegas por outra mulher que, devido ao cabelo curto de Jay, a confundiu com uma pessoa transgênero. A agressora seguiu Jay até o banheiro e passou vários minutos falando de forma agressiva sobre identidades de gênero do lado de fora da cabine. Ao sair, a mulher questionou a identidade de gênero de Jay e ameaçou chamar a polícia para prendê-la. A agressora foi expulsa do cassino, mas não houve denúncias formais, e ela foi posteriormente readmitida no local. Jay gravou o incidente e publicou o vídeo no TikTok, onde viralizou. O vídeo foi removido pela plataforma por suposto "comportamento de aliciamento", decisão que Jay contestou. Ela destacou que a parte mais perturbadora do incidente foi a inação dos espectadores, já que ninguém tentou ajudá-la.
Em 19 de novembro de 2022, o  tiroteio na boate Club Q, em Colorado Springs, resultou na morte de 5 pessoas e deixou 25 feridos. A boate era considerada um espaço seguro para pessoas transgênero na cidade. Durante uma audiência no Congresso em 14 de dezembro de 2022, sobreviventes de tiroteios contra a comunidade LGBTQ+ expressaram temores sobre o aumento do ódio contra sua comunidade, especialmente direcionado a pessoas transgênero ou que realizam performances de drag. Em dezembro de 2022, uma professora transgênero, alvo de reportagens da Fox News, recebeu ameaças de bomba.
Durante a Conferência de Ação Política Conservadora de março de 2023, o colaborador do Daily Wire Michael Knowles declarou que o "transgenerismo deve ser erradicado completamente da vida pública". As declarações de Knowles geraram indignação e foram caracterizadas como genocidas por diversas figuras e veículos de mídia. Em agosto de 2023, o perfil Libs of TikTok compartilhou um vídeo editado de uma bibliotecária escolar em Tulsa, Oklahoma, o que resultou em "vários dias consecutivos de ameaças de bomba às escolas do distrito". Durante o verão de 2023, um vice-xerife do Departamento do Xerife do Condado de Los Angeles supostamente agrediu um homem transgênero e, posteriormente, declarou-se culpado em tribunal pelo incidente.
Em 3 de fevereiro de 2024, Mark Robinson, vice-governador da Carolina do Norte e candidato a governador, ameaçou prender mulheres trans pelo uso de banheiros e sugeriu que elas "encontrassem um canto do lado de fora em algum lugar".
Em 7 de fevereiro de 2024, um estudante não binário de 16 anos foi agredido dentro do banheiro feminino da Owasso High School. O estudante, Nex Benedict, sofreu "meses de bullying intensificado" que começaram após Oklahoma aprovar uma legislação em 2023 que proibia estudantes de usarem banheiros correspondentes à sua identidade de gênero. Após ser agredido por três estudantes no banheiro feminino, um professor interveio, mas não chamou uma ambulância para Benedict. No dia seguinte ao incidente, Benedict desmaiou em sua sala de estar e foi levado ao hospital, onde foi declarado morto. O médico legista determinou a causa da morte como suicídio.
No início de junho de 2024, um pai de uma estudante transgênero em Minnesota pediu que acusações criminais fossem feitas contra estudantes que assediaram e agrediram sua filha. Sua filha estava usando o banheiro onde foi intimidada e, durante a briga que se seguiu, sofreu uma fratura composta. A escola, Hopkins High, não tratou o incidente "como uma emergência", apesar dos ferimentos sofridos pela estudante.
Em novembro de 2024, duas mulheres transgênero foram confrontadas e atacadas por um grupo transfóbico em Minneapolis. As mulheres sofreram ferimentos causados pelo grupo de agressores, e ativistas da região expressaram preocupação com mais violência contra pessoas transgênero.
CeCé Telfer [en] declarou à CNN que, desde que Trump assumiu o cargo novamente em 2025, ela não se sente mais segura. Ela afirmou que gostaria de perguntar a Trump: "Preciso de uma explicação sobre por que você quer nos erradicar completamente da sociedade quando não fizemos nada de errado".
Em março de 2025, o perfil Libs of TikTok compartilhou um vídeo em sua conta de rede social apresentando uma professora transgênero do Texas discutindo sua identidade de gênero. A conta também divulgou o nome da escola da professora. Devido ao vídeo, a professora foi forçada a renunciar, pois a escola recebeu ameaças de morte e assédio. Além disso, o político Brian Harrison pediu sua demissão.

## Efeitos
Em comparação com os americanos cisgêneros, as pessoas transgênero têm até 25 vezes mais probabilidade de enfrentar riscos de abuso, agressão ou suicídio. Pessoas transgênero estão sujeitas ao estresse de minoria. Esse tipo de estresse é gerado por estigma, preconceito e discriminação. Muitas pessoas transgênero enfrentam assédio e hostilidade em diversos ambientes ao longo de suas vidas. A transfobia se manifesta por meio de um "clima político hostil" e pela marginalização de indivíduos transgêneros na sociedade. O estigma contra pessoas transgênero pode levar a um aumento de depressão e ansiedade. A exposição crônica a estressores pode causar "desgaste biológico", resultando em problemas de saúde física. Pessoas transgênero que testemunharam contra projetos de lei anti-transgênero no Capitólio do Texas consideraram as longas audiências "exaustivas e perturbadoras". Algumas pessoas transgênero precisam entrar com ações judiciais contra leis, como as leis de banheiros, que restringem seus direitos civis. O efeito dessas leis é "expulsar" as pessoas transgênero da vida pública e cívica.
As ações legais e políticas aprovadas contra jovens transgêneros causaram impactos negativos na saúde mental de muitos jovens e de todos os indivíduos transgêneros. Isso pode incluir altas taxas de ideação suicida. Mesmo que os projetos de lei não sejam aprovados, o estresse de vê-los sendo debatidos causa problemas para muitas pessoas. Chamadas de crise para o The Trevor Project aumentaram significativamente em estados como o Texas em 2022. Em 2017, também houve um aumento nas chamadas para a linha de crise após o Texas considerar uma lei de banheiros naquele ano. Algumas famílias estão considerando se mudar de estados que aprovaram legislações transfóbicas. Um estudo de 2015 constatou que 90% dos jovens transgêneros foram rejeitados de alguma forma por suas famílias. Quando as famílias não oferecem apoio, "jovens trans buscam formas alternativas de suporte e afirmação". Quando jovens trans podem fazer a transição social, isso alivia tanto a ansiedade quanto a depressão. A transfobia cria "estigma e discriminação", o que tem um efeito negativo sobre jovens transgêneros. Cerca de 78% dos estudantes transgêneros do ensino fundamental ao médio relataram vários tipos de assédio por parte de outros estudantes, professores ou funcionários escolares. Jovens transgêneros que passaram por terapia de conversão apresentaram uma taxa significativamente maior de tentativas de suicídio em comparação com jovens LGBT que não sofreram esse tipo de abuso.
Muitas pessoas transgênero enfrentam dificuldades para acessar cuidados de saúde. Mulheres transgênero "enfrentam barreiras críticas ao acesso à saúde e desigualdades significativas devido ao seu status minoritário". Segundo um estudo de 2008 conduzido pelo Centro Nacional para a Igualdade dos Transgêneros [en], cerca de 19% dos entrevistados relataram terem sido recusados por profissionais de saúde por serem transgêneros. Um estudo de 2015 constatou que 55% dos adultos transgêneros que tentaram acessar cuidados de afirmação de gênero tiveram a cobertura negada por seus planos de saúde. Durante a pandemia de COVID-19, pessoas transgênero foram demograficamente excluídas porque organizações de saúde pública raramente coletam dados sobre minorias sexuais ou de gênero.
Pessoas transgênero e de gênero diverso podem evitar acessar cuidados de saúde devido ao "medo de maus-tratos" e à falta de conhecimento dos provedores. Em 2011, um estudo constatou que estudantes de medicina recebem, em média, apenas cinco horas de conteúdo relacionado a questões LGBT durante seus anos de formação. Indivíduos transgêneros que acessam cuidados de saúde enquanto estão presos "entraram com inúmeras ações judiciais detalhando cuidados abaixo do padrão e a retenção de cuidados relacionados à transição". Preconceitos e falta de educação sobre temas transgêneros por parte dos provedores de saúde frequentemente levam mulheres transgênero a evitarem cuidados de saúde, mesmo quando possuem seguro. Em outros casos, membros da família também bloquearam o acesso de indivíduos transgêneros a cuidados de afirmação de gênero. Muitas crianças transgênero escondem suas identidades de gênero de suas famílias devido a "pais que adotam crenças e ações transfóbicas e cisnormativas". Pacientes transgêneros também podem evitar exames de saúde necessários devido à ansiedade em lidar com reações de provedores de saúde que podem ser ignorantes sobre questões transgênero ou exibir tendências transfóbicas. Devido a muitos desses fatores, muitos adultos transgêneros buscam acesso a hormônios de fontes não licenciadas. Em algumas situações, campanhas transfóbicas podem impedir qualquer pessoa de acessar cuidados de saúde. Durante uma campanha direcionada contra o Hospital Infantil de Boston, os pacientes não conseguiram entrar em contato com os provedores por telefone.
A transfobia nos Estados Unidos também pode levar a taxas mais altas de desemprego e discriminação no local de trabalho. Pessoas transgênero e de gênero diverso têm taxas de desemprego duas vezes maiores nos EUA em comparação com a população geral. O Centro Nacional para a Igualdade dos Transgêneros (NCTE) constatou em uma pesquisa de 2015 que a taxa de desemprego para pessoas transgênero nos EUA era três vezes maior que a de pessoas cisgênero. A mesma pesquisa descreveu que 15% das pessoas trans que estavam empregadas enfrentaram vários níveis de assédio no trabalho, variando de verbal a agressão física. Como muitas pessoas transgênero enfrentam discriminação no emprego, elas têm maior probabilidade de sofrer insegurança habitacional. A pesquisa do NCTE revelou que quase um terço dos entrevistados transgêneros enfrentou situação de moradia de rua.
Atletas transgêneros enfrentam a realidade de que, de um dia para o outro, podem ser proibidos de participar de sua atividade escolhida. Encerrar uma carreira esportiva pode ser prejudicial à saúde mental de um atleta. Enquadrar a questão de mulheres trans no esporte como "homens biológicos competindo contra meninas" é a forma como os opositores atribuem gênero incorretamente e "negam a humanidade das meninas transgênero".
Políticos americanos conservadores usaram a transfobia para aumentar e mobilizar sua base de eleitores. A retórica transfóbica entre políticos e na mídia conseguiu reduzir o apoio dos americanos às pessoas transgênero. Após Donald Trump vencer a corrida presidencial em novembro de 2024, isso levou o Partido Democrata a repensar sua posição sobre os direitos das pessoas transgênero. Enquanto políticos democratas moderados e centristas avaliavam as corridas eleitorais de 2024, muitos acreditavam que o apoio democrata às questões transgênero pode ter custado a eleição. Como o Partido Republicano veiculou muitos anúncios de ataque anti-transgênero, os apoiadores do Partido Democrata também culparam as pessoas transgênero por suas perdas eleitorais em novembro de 2024. Culpar pessoas transgênero por perder a eleição as coloca em perigo e também espalha desinformação. Pessoas transgênero estão enfrentando cada vez mais reação e erosão de seus direitos civis sob a segunda administração Trump. A Alemanha emitiu um alerta para cidadãos transgêneros e não binários que visitam os Estados Unidos devido às políticas da administração Trump sobre pessoas transgênero.

### Efeitos sobre pessoas cisgênero
Pessoas cisgênero também podem sofrer os efeitos da transfobia. A Human Rights Watch relatou em 2001 que "muitos estudantes são erroneamente percebidos como transgêneros, mas essas pessoas estão igualmente sujeitas a perseguição". Em agosto de 2022, uma escola investigou uma garota que "superou" seus colegas em um evento esportivo do ensino médio. Os pais das garotas que ficaram em segundo e terceiro lugar reclamaram com a Associação de Atividades das Escolas de Ensino Médio de Utah (UHSAA), onde "questionaram o gênero da vencedora". A UHSAA investigou a garota, acessando seus registros de matrícula desde o jardim de infância, tudo isso sem informar a estudante ou sua família. Estados que aprovaram leis anti-transgênero constatam que muitos atletas cisgêneros frequentemente são acusados injustamente de serem transgêneros.
Em julho de 2023, uma mulher cisgênero, Michelle Dionne Peacock, foi supostamente assassinada em Indiana por um homem transfóbico. O assassino acreditava que Peacock era "um homem agindo como mulher" e, apesar de reclamações de que ela estava sendo assediada, "nada foi feito". Mulheres cisgênero correm risco de violência transfóbica se não se conformarem com estereótipos de gênero. Em situações em que pessoas com deficiência precisam de cuidados de alguém de gênero oposto, suas vidas podem ser complicadas por leis de banheiros. Em Odessa, Texas, a partir de outubro de 2024, qualquer pessoa que entrar em um banheiro que não corresponda ao gênero atribuído ao nascer está sujeita a uma multa de US$ 10.000, mesmo que esteja ajudando uma pessoa com deficiência.

### Efeitos da violência e intimidação
Nos últimos anos, a violência motivada por ódio tem aumentado nos Estados Unidos. Desde 2013, a Campanha de Direitos Humanos (HRC) passou a documentar atos de "violência fatal" contra pessoas transgênero e não conformes com o gênero nos Estados Unidos. Em 2013, a Coalizão Nacional de Programas Anti-Violência constatou que 72% das vítimas de assassinatos por crimes de ódio eram mulheres trans, sendo quase todas mulheres negras. Em 2015, 46% dos adultos transgênero relataram sofrer "assédio verbal" e 9% afirmaram terem sido agredidos. A maioria das vítimas de violência transfóbica são mulheres trans negras e pessoas não conformes com o gênero. Pessoas trans negras também enfrentam maior probabilidade de discriminação. Em Chicago, os assassinatos de mulheres trans têm uma taxa de resolução pela polícia menor do que os homicídios em geral. Pessoas transgênero são muito mais propensas a serem vítimas de crimes violentos, até "quatro vezes mais do que pessoas cisgênero". Mulheres trans são duas vezes mais propensas a sofrer agressão sexual do que outras pessoas trans. Crimes de ódio contra estudantes LGBTQ dobraram nos Estados Unidos entre 2015 e 2019 e novamente entre 2021 e 2022. Desde 2021, as taxas de incidentes violentos e fatais contra pessoas transgênero têm aumentado, segundo registros de organizações. Em estados que aprovaram legislações anti-transgênero, o aumento de crimes de ódio foi ainda mais acentuado, conforme reportado pelo The Washington Post.
Estudantes, desde o ensino fundamental até a universidade, relatam um aumento recente de assédio por serem parte da comunidade LGBTQ ou por não se conformarem ao gênero. Jovens LGBTQ enfrentam estigma social e, frequentemente, rejeição familiar.
Apesar do aumento da violência, as estatísticas reais não são totalmente conhecidas. Os dados usados para rastrear crimes de ódio contra pessoas transgênero e não conformes com o gênero não são registrados de forma consistente, devido a diferenças na categorização das vítimas em algumas cidades dos Estados Unidos. Além disso, nem todas as organizações reportam crimes de ódio ao Departamento Federal de Investigação (FBI). Muitas pessoas transgênero também evitam denunciar assédios por medo de represálias, incluindo stalking e doxing.
Pessoas transgênero também enfrentam violência em interações com as forças policiais [en]. Em um relatório de 2015, foi constatado que, em 58% das interações entre indivíduos trans e policiais, houve formas variadas de assédio, desde uso incorreto de pronomes até violência física ou sexual.
Devido às ameaças de violência enfrentadas pela Tenacious Unicorn Ranch, a propriedade contava com medidas de segurança. Todos os funcionários portavam armas, e visitantes recebiam coletes à prova de balas.
Ameaças contra hospitais infantis que oferecem cuidados de afirmação de gênero afetam diversas pessoas. Durante um confinamento em 2022 devido a ameaças transfóbicas, uma mãe foi impedida de visitar seu recém-nascido na unidade de terapia intensiva neonatal (UTIN). Ameaças de violência também são dirigidas a profissionais médicos que atendem pessoas transgênero, especialmente jovens.

## Relação com teorias da conspiração
Algumas teorias da conspiração transfóbicas compartilham temas antissemitas. Nacionalistas brancos acreditam que judeus e pessoas transgênero estão conspirando juntos para cometer um "genocídio branco". Ambos os grupos são retratados como "elites" que "controlam a sociedade" e precisam ser eliminados por qualquer meio necessário. O periódico Occidental Observer [en] afirmou que o movimento pelos direitos transgênero seria uma "forma de guerra judaica".
Também é possível observar como táticas historicamente usadas para disseminar antissemitismo e ódio contra judeus podem ser aplicadas a outros grupos, incluindo pessoas transgênero. O uso de retórica destinada a desumanizar e causar medo em relação a uma pequena população permite que políticos de direita utilizem pessoas transgênero como bodes expiatórios para problemas sociais mais amplos.
No Canadá e nos Estados Unidos, no início da década de 2020, diversos meios de comunicação conservadores e de extrema-direita, além de personalidades, propagaram a farsa das caixas de areia nas escolas [en], alegando que algumas escolas disponibilizavam caixas de areia em banheiros para estudantes que se identificavam como gatos ou pertenciam ao movimento furry, em resposta a distritos escolares que implementaram acomodações para estudantes transgênero. Vários meios de comunicação e pesquisadores acadêmicos desmentiram essas alegações como falsas.
Também houve tentativas recentes de "transferir a culpa para a própria comunidade trans pela violência" cometida contra ela e outros. Ativistas anti-transgênero tentaram alegar que pessoas transgênero estão se tornando mais violentas, apontando que 10 atiradores em massa de um total de 4.400 nos últimos dez anos nos EUA se identificaram como transgênero.
A desinformação sobre pessoas transgênero tem sido deliberadamente espalhada por várias pessoas para criar um "fluxo de desinformação para legislação". Artigos de opinião, informações mal pesquisadas e tendenciosas são frequentemente usados como base para legislações direcionadas que proíbem cuidados de afirmação de gênero para pessoas transgênero. Esse tipo de informação falsa é utilizado por políticos para proibir esses cuidados, apesar da falta de respaldo científico médico. Políticos utilizam qualquer "evidência disponível" que encontram para apoiar suas alegações, mesmo sem suporte de pesquisas médicas. Meios de comunicação e notícias que não verificam cuidadosamente evidências médicas podem ajudar a espalhar desinformação médica ao público.
Ativistas anti-transgênero, como o grupo Moms for Liberty [en], acreditam que escolas e instituições públicas estão ativamente doutrinando menores para acreditarem que são transgênero. Muitos desses ativistas usam o argumento dos "direitos dos pais" para impedir cuidados de afirmação de gênero para seus próprios filhos e os de outras pessoas.